# Палос-де-ла-Фронтера
Палос-де-ла-Фронтера (ісп. Palos de la Frontera) — муніципалітет в Іспанії, у складі автономної спільноти Андалусія, у провінції Уельва. Населення — 9167 осіб (2010).
Муніципалітет розташований на відстані близько 450 км на південний захід від Мадрида, 5 км на південний схід від Уельви.
На території муніципалітету розташовані такі населені пункти: (дані про населення за 2010 рік)
- Масагон: 693 особи
- Палос-де-ла-Фронтера: 4652 особи
- Ла-Рабіда: 481 особа
- Сона-де-лос-Прінсіпес: 3341 особа

## Демографія
Динаміка населення (INE ):

## Галерея зображень
- Церква Сан-Хорхе

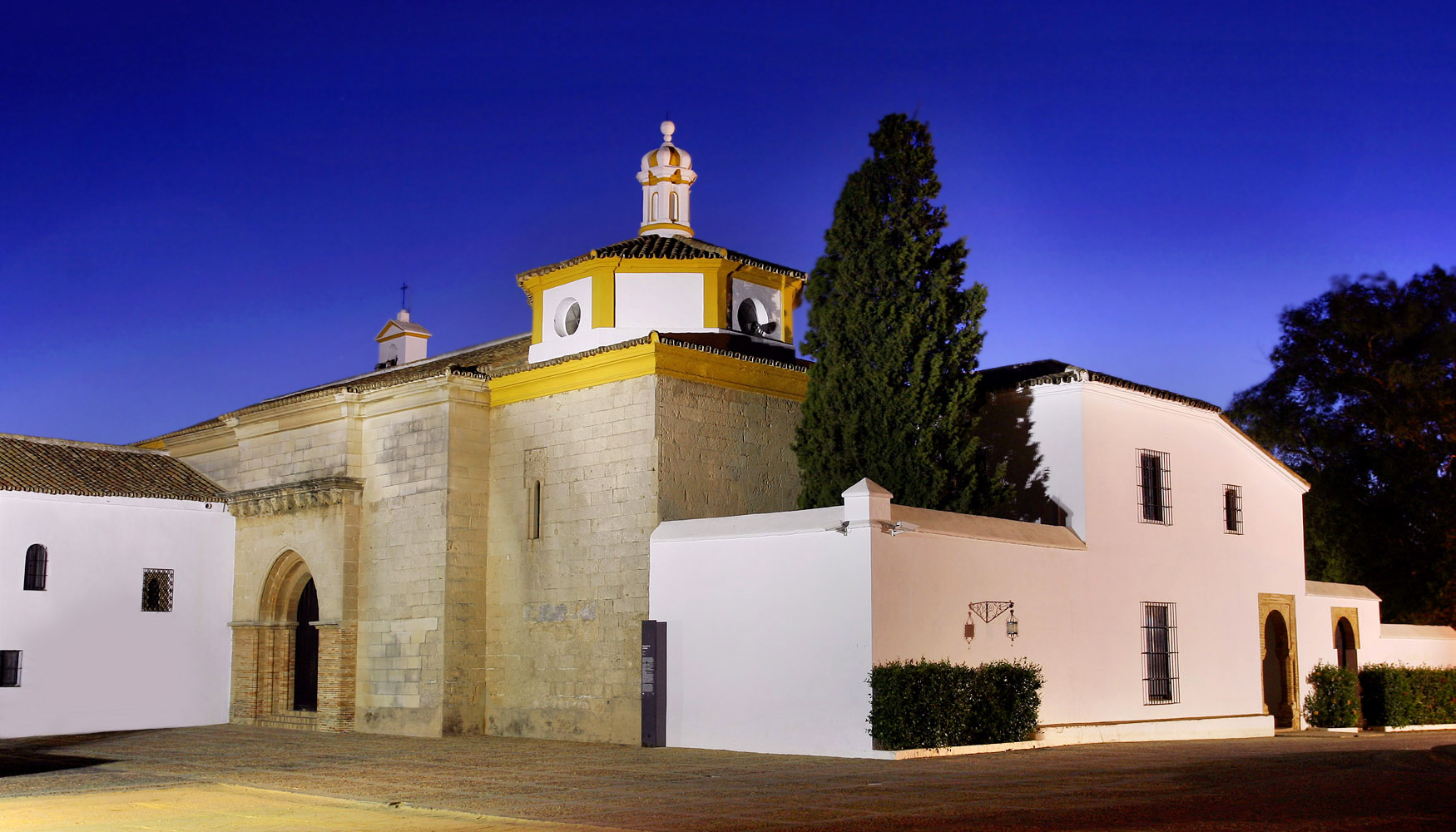
Монастир Ла-Рабіда